# Kristofer Johansson
Kristofer Alf Ragnar Johansson (ur. 4 września 1988) – szwedzki zapaśnik walczący w stylu klasycznym. Zajął piąte miejsce na mistrzostwach świata w 2014. Piętnasty na mistrzostwach Europy w 2016. Szósty w Pucharze Świata w 2015. Mistrz nordycki w 2012 i 2015. Wicemistrz Europy kadetów w 2006 roku.
Mistrz Szwecji w latach: 2008 (w obu stylach), 2012, 2013 i 2016.